# 兵庫県立加古川医療センター
兵庫県立加古川医療センター（ひょうごけんりつかこがわいりょうセンター）は、兵庫県加古川市にある県立病院である。

## 概要
地域医療支援病院の承認を受けるほか、兵庫県災害拠点病院、救急告示医療機関、第一種指定感染症医療機関（2床）などの指定を受けている。関西広域連合の兵庫県ドクターヘリの基地病院でもある（準基地病院である兵庫県立はりま姫路総合医療センターと共同運航）。
2024年（令和6年）12月現在の選定療養費は7000円、個室料金は10500円、13600円、15700円の3タイプ。

### 理念
「やさしさとぬくもりのある質の高い医療を実践し、地域の基幹病院として住民の安心に貢献します。」

### 政策医療
1. 東播磨・北播磨圏域の3次救急医療の提供
2. 生活習慣病医療の提供
3. 感染症医療の提供
4. 神経難病医療の提供
5. 緩和ケア医療の提供

## 沿革
1936年に設置された兵庫県立加古川懐仁病院を起源とする。1947年に兵庫県立加古川病院と改称し、国立加古川病院、加古川市民病院と並ぶ「加古川病院」としてケンカコの愛称で親しまれた。
2009年11月に現在地に移転し、兵庫県立加古川医療センターとして開院した。
- 1936年6月 - 兵庫県立加古川懐仁病院開院（加古川町粟津770-1）
- 1947年5月 - 兵庫県立加古川病院に改称
- 1961年6月 - 総合病院承認
- 1968年3月 - 救急病院指定
- 1996年10月 - 災害拠点病院指定
- 2005年9月 - 管理型臨床研修病院指定
- 2007年8月 - エイズ治療拠点病院指定
- 2009年11月1日 - 現在地に兵庫県立加古川医療センターとして移転開院
- 2010年7月 - DPC適用病院化
- 2011年3月1日 - 地域医療支援病院の承認を受ける。
- 2013年11月30日 - 兵庫県南部ドクターヘリの運航を開始

## 診療科
- 内科
- 呼吸器内科
- 消化器内科
- 循環器内科
- 腎臓内科
- 脳神経内科
- 糖尿病・内分泌内科
- 緩和ケア内科
- 感染症内科
- 外科・消化器外科
- 心臓血管外科
- 脳神経外科
- 乳腺外科
- 整形外科
- 形成外科
- 精神科
- リウマチ科
- 皮膚科
- 泌尿器科
- 婦人科（休診中）
- 眼科
- 耳鼻咽喉科
- リハビリテーション科
- 放射線科
- 麻酔科
- 病理診断科
- 救急科

## 医療機関の指定等
- 保険医療機関
- 救急告示医療機関
- 労災保険指定医療機関
- 第一種感染症指定医療機関
- 第二種感染症指定医療機関
- 地域医療支援病院
- 地域災害拠点病院
- 救命救急センター
- 臨床研修指定病院（基幹型）

## 交通アクセス
- JR神戸線加古川駅から神姫バスで約15分、県立加古川医療センター下車。